# Geonoma trigona
Geonoma trigona är en enhjärtbladig växtart som först beskrevs av Hipólito Ruiz López och Pav., och fick sitt nu gällande namn av Alwyn Howard Gentry. Geonoma trigona ingår i släktet Geonoma och familjen Arecaceae. Inga underarter finns listade i Catalogue of Life.